# Midnight Rambler
«Midnight Rambler» —en español: «Acechador de media noche»— es una canción de la banda de rock británica The Rolling Stones, incluida en su álbum Let It Bleed, editado en 1969. La canción es una biografía libre de Albert DeSalvo, que confesó ser el "Estrangulador de Boston".
Keith Richards ha llamado al número como "una ópera de blues" y la canción por excelencia de Jagger-Richards, declarando en el documental Crossfire Hurricane de 2012 que "nadie más podría haber escrito esa canción".

## Composición
Sobre la composición de la canción, Mick Jagger dijo en una entrevista de 1995 con la revista Rolling Stone: "Esa es una canción que Keith y yo realmente escribimos juntos. Fueron en unas vacaciones en Italia. En esta hermosa ciudad de la colina, Positano, por unas noches. ¿Por qué deberíamos escribir una canción tan oscura en este hermoso y soleado lugar?, realmente no lo sé, escribimos todo ahí, el tempo cambia, todo, y toco la armónica en estos pequeños cafés y ahí está Keith con la guitarra".
Cuando se le preguntó acerca de la canción en una entrevista con la revista Rolling Stone en 1971, Richards dijo: "Normalmente, cuando escribes, simplemente tiras a Mick en algo y lo dejas volar sobre eso, solo deja que lo despliegue, lo escuche y empiece a escogerlas palabras certeras que están llegando, y está construido sobre eso. Mucha gente todavía se queja de que no pueden escuchar la voz correctamente. Si las palabras pasan, está bien, si no lo hacen, está bien también, porque de todos modos eso puede significar mil cosas diferentes para cualquiera".

## Grabación
La versión de estudio de la pista (de 6:53 minutos) fue grabada durante la primavera de 1969 en los estudios londinienses Olympic y Trident. Jagger canta y toca la armónica, mientras que Richards aporta todas las guitarras en la pista, usando la afinación estándar en la guitarra principal y la afinación E abierto para la guitarra slide. Bill Wyman toca el bajo, y la batería Charlie Watts, mientras que el multinstrumentista Brian Jones es acreditado por tocar las congas. La canción tiene similitud con «The Boudoir Stomp» y «Edward's Thrump Up», grabadas en abril de 1969 por la banda menos Keith Richards y Brian Jones, con Ry Cooder en la guitarra y Nicky Hopkins en el piano. Las sesiones fueron lanzadas en un LP de 1972 titulado Jamming With Edward.
La percusión de Jones es bastante inaudible en toda la pista y aunque haya participado durante las sesiones de grabación, es posible que su contribución no haya sido utilizada en la mezcla final. James Hector, quien escribió el libro publicado por The Omnibus Press en 1995, The Complete Guide to the Music of The Rolling Stones, ha especulado que el crédito podría haber sido un mero regalo para Jones de sus excompañeros de banda.

## Presentaciones en vivo
Los Stones presentaron por primera vez en un escenario «Midnight Rambler» el 5 de julio de 1969 y lo interpretaron regularmente en conciertos hasta 1976; Las actuaciones incluían frecuentemente a Jagger arrastrándose en el escenario y azotándolo con su cinturón. Una destacada actuación de 1969 (de un poco más de nueve minutos) fue capturada para el álbum en vivo Get Yer Ya-Ya's Out! de 1970, y fue vuelto a lanzar en el álbum recopilatorio Hot Rocks 1964-1971, un año después. Esta interpretación cuenta con Mick Taylor en la guitarra principal, además de Jagger, Richards, Wyman y Watts. Versiones de 1975, después de la salida de Taylor de la banda, presentan a Ron Wood en lugar de Taylor. Algunas de estas versiones son las interpretaciones en directo más largas, algunas de las cuales son de casi 15 minutos.
«Midnight Rambler» regresó al repertorio de los Stones en 1989 y ha seguido siendo un gran favorito desde entonces. La versión de enero de 2003 que figura en Four Flicks dura unos doce minutos, mientras que una actuación más breve de julio de 1995 aparece en Totally Stripped (2016). Los Stones junto con el exmiembro de la banda, Mick Taylor, interpretaron la canción en todos los conciertos de la gira 50 & Counting, incluyendo las versiones de 12 minutos de «Midnight Rambler» durante su concierto del 25 de noviembre de 2012 en el O2 Arena de Londres, en el Festival de Glastonbury 2013 y durante sus conciertos de Hyde Park de julio de 2013, como se ve en Sweet Summer Sun: Hyde Park Live.

## Personal
Acreditado:
- Mick Jagger: voz, armónica
- Keith Richards: guitarra eléctrica
- Brian Jones: congas
- Bill Wyman: bajo
- Charlie Watts: batería

## Controversia
En su libro Los ángeles que llevamos dentro, Steven Pinker discute la canción como una ilustración de su tesis de que la contracultura de los sesenta "empujó contra" el proceso de civilización (identificado por Norbert Elias), que, argumenta Pinker, había reducido la violencia en muchos siglos, y que la "glorificación de la disolubilidad de la contracultura sombrea en la indulgencia de la violencia... La violencia personal a veces se celebraba en la canción, como si fuera sólo otra forma de protesta anti establishment". Él dice que «Midnight Rambler» "actúa como un asesinato-violación por parte del Estrangulador de Boston ..." y ve esto como un ejemplo de cómo en la contracultura de los años 60 el control de la sexualidad de las mujeres era visto como un requisito" de los hombres.